# Torre de Ca l'Alsina
La Torre de Ca l'Alsina és un monument del municipi de Montgat (Maresme) declarat bé cultural d'interès nacional.

## Descripció
És una torre de defensa o de guaita que formava part de la masia de Ca n'Alzina (segle XIV), la qual va ser enderrocada l'any 1987. La torre té una planta absidal, per un costat és rectangular i per l'altre és semicircular, i està formada per planta baixa i dos pisos.

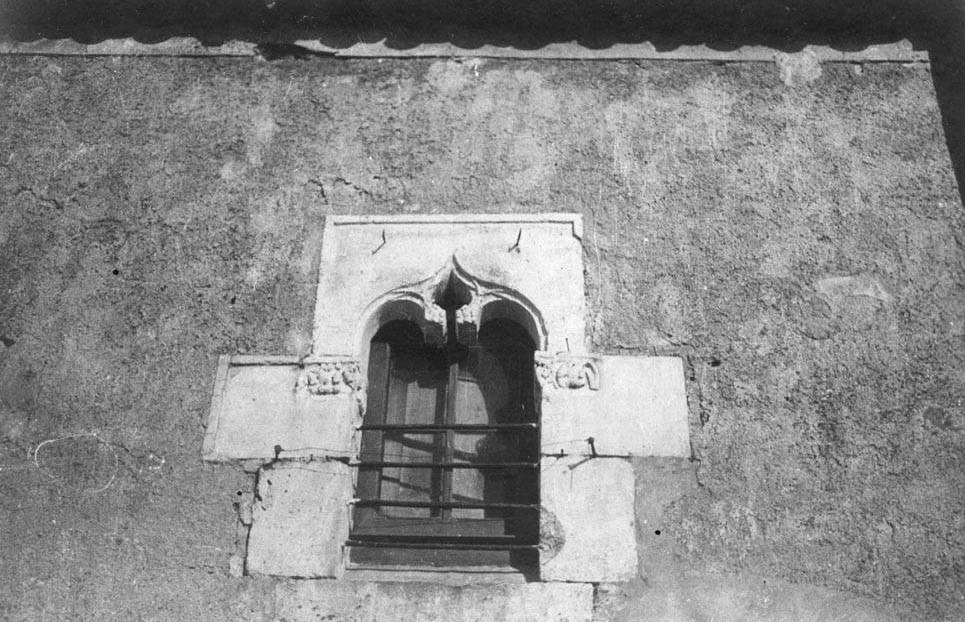
Detall d'una finestra de Ca n'Alsina o Cal Capatàs (1926/1927)

 A la façana de ponent hi ha dues finestres, una a cada planta, amb les llindes i brancals de pedra. L'accés a la torre es feia per una poterna situada al primer pis a la qual s'accedia amb una escala de mà; actualment hi ha una porta a la planta baixa. Queden les mènsules de pedra i uns forats de dos matacans, un a sobre de la porta original i un altre al terrat. També es conserva una senzilla gàrgola per al desguàs del terrat. El parament és de pedra sense treballar, excepte les finestres, matacans i les cantonades, que són de carreus de pedra.

## Història
Aquesta torre va ser afegida a Ca l'Alzina al segle xvi, quan la casa era propietat de la família Matheu. Apareix per primera vegada documentada en dos testaments, un del 8 de juny de 1592 i l'altre del 20 d'octubre del 1593. El primer va ser redactat per Eulàlia Garriga, muller d'en Joan Matheu, Propietari de la masia i diu "...en la casa del dit Joan Matheu mon marit en la cambra del cap de la sala prop la torre..."; el segon és d'Eulàlia Guri, muller també de l'esmentat Joan Matheu, i es torna a dir el mateix. Que siguin idèntics es deu al fet que van ser escrits en poc temps de diferència i tots dos els va redactar Mn. Antoni Valls, rector de Tiana, que exercia de notari públic.
Aquesta torre, com moltes altres de la costa catalana, es va construir per protegir-se dels atacs dels pirates que en aquesta època eren molt freqüents.